# Hipobromito de sódio
Hipobromito de sódio no composto inorgânico com a fórmula NaOBr. Geralmente é obtido como o pentahidrato, então o material que é normalmente chamado de hipobromito de sódio tem a fórmula NaOBr.5H2O. É um sólido amarelo alaranjado que é solúvel em água. É o Na+ do OBr-. É o análogo de bromo do hipoclorito de sódio, o ingrediente ativo em água sanitária comum. Na prática, o sal é geralmente encontrado como uma solução aquosa.
O hipobromito de sódio surge pelo tratamento da solução aquosa de bromo com a base:
Br2  +  2 NaOH  →  NaBr  +  NaOBr  +  H2O
Pode ser preparado in situ para utilização como reagente, tal como na síntese de 3-Aminopiridina a partir de nicotinamida.